# Fernando Vigueras
Fernando Vigueras (Ciudad de México, 30 de mayo de 1981) es un músico y compositor mexicano. Se especializa en la improvisación y en la experimentación sonora usando primariamente la guitarra y la intervención de la misma mediante objetos y procesos electrónicos.

## Trayectoria
Es licenciado en guitarra por la Facultad de Música de la Universidad Nacional Autónoma de México (UNAM) y licenciado en jazz por la Escuela Superior de Música del del Instituto Nacional de Bellas Artes y Literatura de México (INBAL). Es maestro en interpretación musical con especialidad en guitarra, también por la UNAM. Comenzó su carrera colaborando con Juan Pablo Villa en 1999, en 2003 se integró al taller de experimentación sonora de Remi Álvarez donde conoció a otros músicos que integraban el ensamble de experimentación Generación Espontánea, mismo al que se unió en 2006.Integra la agrupación Cuatro Minimal junto a Juan Pablo Villa, Sakaki Mango y Chang Jaehyo. Entre los artistas con los que ha colaborado se encuentran Carmina Escobar, Ute Wassermann, Ricardo Castillo, Gabriela Gordillo, Dora Juárez Kiczkovsky, Jaap Blonk, Daniel Godínez Nivón, Aura Arreola, Galia Eibenschutz, Concepción Huerta, Maricarmen Martínez y Katia Castañeda, entre otros. Su instalación sonora Traslaciones fue presentada en el Centro Multimedia del Centro Nacional de las Artes en 2019.En 2022 se presentó en el Festival Eurojazz junto al artista Raúl Cantizano.
Como curador musical realizó el ciclo dedicado la experimentación e improvisación Articulaciones del silencio de 2013 a 2016, la serie Formante en 2022, ambos ciclos para el Centro Cultural de España en México. En 2022 realizó el ciclo Dunkelkammer Sessions con la artista Gabriela Gordillo. Para el Museo Universitario del Chopo realizó Resonancias in situ,dirigió Remanencia para el Ex Teresa Arte Actual y El círculo de lo imprevisible para la Casa del Lago de la UNAM. Dirige asimismo la plataforma de músicos de improvisación Desbordamientos.

## Obra

### Musical

#### Con Cuatro Minimal
- La cola del dragón (2015)
- Kumiroda (2020)

### Colaboraciones
- Ya y Li (2004, Intolerancia), obra de Juan Pablo Villa

- Cantos para una diáspora (2013, Tzadik Records), obra de Dora Juárez

## Premios y reconocimientos
- Becario del programa Jóvenes Creadores del FONCA, 2013 y 2016.